# Giải Tinh thần độc lập cho nữ diễn viên chính xuất sắc nhất
Giải Tinh thần độc lập cho nữ diễn viên chính xuất sắc nhất là một trong các giải Tinh thần độc lập dành cho nữ diễn viên đóng vai chính trong một phim độc lập, được bầu chọn là xuất sắc nhất. Giải này được lập từ năm 1985.

## Các người đoạt giải & được đề cử

### Thập niên 1980
- 1985: Geraldine Page - The Trip to Bountiful
  - Rosanna Arquette - After Hours
  - Laura Dern - Smooth Talk
  - Lori Singer - Trouble in Mind
- 1986: Isabella Rossellini - Blue Velvet
  - Elpidia Carrillo - Salvador
  - Patricia Charbonneau - Desert Hearts
  - Laura Dern - Blue Velvet
  - Tracy Camilla Johns - She's Gotta Have It
- 1987: Isabella Rossellini - Blue Velvet
  - Laura Dern - Blue Velvet
  - Patricia Charbonneau - Desert Hearts
  - Elpidia Carrillo - Salvador
  - Tracy Camilla Johns - She's Gotta Have It
- 1988: Sally Kirkland - Anna
  - Joanne Woodward - The Glass Menagerie
  - Debra Sandlund - Tough Guys Don't Dance
  - Lillian Gish - The Whales of August
  - Louise Smith - Working Girls
- 1989: Jodie Foster - Five Corners
  - Ricki Lake - Hairspray
  - Julia Roberts - Mystic Pizza
  - Meg Ryan - Promised Land
  - Nobu McCarthy - The Wash

### Thập niên 1990
- 1990: Andie MacDowell - Sex, Lies, and Videotape
  - Kelly Lynch - Drugstore Cowboy
  - Winona Ryder - Heathers
  - Youki Kudoh - Mystery Train 
  - Annabella Sciorra - True Love
- 1991: Anjelica Huston - The Grifters
  - Eszter Balint - Bail Jumper
  - Carolyn Farina - Metropolitan
  - Joanne Woodward - Mr. & Mrs. Bridge
  - Mary Alice - To Sleep with Anger
- 1992: Judy Davis - Impromptu 
  - Lili Taylor - Bright Angel
  - Mimi Rogers - The Rapture
  - Lily Tomlin - The Search for Signs of Inteligent Life in the Universe
  - Patsy Kensit - Twenty-One
- 1993: Fairuza Balk - Gas, Food Lodging
  - Catherine Keener - Johnny Suede
  - Edie Falco - Laws of Gravity
  - Cynda Williams - One False Move
  - Sheryl Lee - Twin Peaks: Fire Walk with Me
- 1994: Ashley Judd - Ruby in Paradise 
  - Suzy Amis - The Ballad of Little Jo
  - May Chin - Hsi yen
  - Ariyan A. Johnson - Just Another Girl on the I.R.T.
  - Emma Thompson - Much Ado About Nothing
- 1995: Linda Fiorentino - The Last Seduction
  - Lauren Vélez - I Like It Like That
  - Jennifer Jason Leigh - Mrs. Parker and the Vicious Circle)
  - Karen Sillas - What Happened Was...
  - Chien-lien Wu - Yin shi nan nu
- 1996: Elisabeth Shue - Leaving Las Vegas
  - Lili Taylor - The addiction
  - Jennifer Jason Leigh - Georgia
  - Elina Löwensohn - Nadja
  - Julianne Moore - Safe
- 1997: Frances McDormand - Fargo 
  - Maria Conchita Alonso - Caught
  - Scarlett Johansson - Manny & Lo
  - Catherine Keener - Walking and Talking
  - Renée Zellweger - The Whole Wide World
- 1998: Julie Christie - Afterglow 
  - Alison Folland - All Over Me
  - Stacy Edwards - In the Company of Men
  - Robin Wright Penn - Loved
  - Lisa Harrow - Sunday
- 1999: Ally Sheedy - High Art 
  - Katrin Cartlidge - Claire Dolan
  - Alfre Woodard - Down in the Delta
  - Robin Tunney - Niagara, Niagara
  - Christina Ricci - The Opposite of Sex

### Thập niên 2000
- 2000: Hilary Swank - Boys Don't Cry
  - Reese Witherspoon - Election
  - Janet McTeer - Tumbleweeds
  - Susan Traylor - Valerie Flake
  - Diane Lane - A Walk on the Moon
- 2001: Ellen Burstyn - Requiem for a Dream
  - Joan Allen - The Contender
  - Sanaa Lathan - Love & Basketball
  - Kelly Macdonald - Two Family House
  - Laura Linney - You Can Count on Me
- 2002: Julianne Moore - Far From Heaven
  - Jennifer Aniston - The Good Girl
  - Catherine Keener - Lovely & Amazing
  - Parker Posey - Personal Velocity: Three Portraits
  - Maggie Gyllenhaal - Secretary
- 2003: Charlize Theron - Monster
  - Agnes Bruckner - Blue Car
  - Zooey Deschanel - All the Real Girls
  - Samantha Morton - In America
  - Elisabeth Moss - Virgin
- 2004: Catalina Sandino Moreno - Maria Full of Grace
  - Kimberly Elise - Woman Thou Art Loosed
  - Vera Farmiga - Down to the Bone
  - Judy Marte - On the Outs
  - Kyra Sedgwick - Cavedweller
- 2005: Felicity Huffman - Transamerica
  - Dina Korzun - Forty Shades of Blue
  - Laura Linney - The Squid and the Whale
  - S. Epatha Merkerson - Lackawanna Blues
  - Cyndi Williams - Room
- 2006: Shareeka Epps - Half Nelson
  - Catherine O'Hara - For Your Consideration
  - Robin Wright Penn - Sorry, Haters
  - Elizabeth Reaser - Sweet Land
  - Michelle Williams - Land of Plenty
- 2007: Ellen Page - Juno 
  - Angelina Jolie - A Mighty Heart
  - Sienna Miller - Interview
  - Parker Posey - Broken English
  - Tang Wei - Lust, Caution (Sè, jiè)
- 2008: Melissa Leo - Frozen River
  - Summer Bishil - Towelhead
  - Anne Hathaway - Rachel Getting Married
  - Tarra Riggs - Ballast
  - Michelle Williams - Wendy and Lucy